# Filippo Tortu
Filippo Tortu (Milão, 15 de junho de 1998) é um atleta italiano, campeão olímpico.
Tortu começou a praticar esportes aos oito anos, dividindo seu tempo entre atletismo e basquete. Nos Jogos Olímpicos de Verão de 2020, conquistou a medalha de ouro na prova de revezamento 4x100 metros masculino com o tempo de 37.50 segundos, ao lado de Lorenzo Patta, Marcell Jacobs e Fausto Desalu.